# Circuito de Chua

El circuito de Chua.

El circuito de Chua es un circuito electrónico simple que exhibe el comportamiento caótico clásico. Fue introducido en 1983 por Leon Ong Chua, que estaba de visita en la Universidad de Waseda, Japón. A causa de la a facilidad de construcción del circuito, se ha convertido en un ejemplo común de un sistema caótico, y algunos lo han declarado "un paradigma de caos."
El circuito de Chua es el circuito electrónico más simple que satisface los criterios de comportamiento caótico.
El circuito de Chua puede ser modelado a través de un sistema de tres ecuaciones lineal diferenciales con las variables x (t), y (t), z (t), que representan las tensiones en los capacitores C1 y C2, y la intensidad de la corriente eléctrica en la bobina L1, respectivamente. 